# Adowlie
Adowlie oder Adowlin, auch Adalme,  war ein ostindisches Volumen- und Hohlmaß für Getreide, besonders Reis und Salz und galt in Bombay. Auch Schreibweisen wie Adauli, Adoulie oder engl. Adowly kennzeichnen das Maß. Genutzt wurde es auch als Masseneinheit (Gewichtsmaß).
Es gab eine Unterscheidung in leichten und schweren Adowlie.

## Leichte Variante
- 1 Candy = 128 Adowlie = 8 Parah[3]
- 16 Adowlie = 1 Parah
- 1 Adowlie = 64 Seers = 128 Tiprees = 1982 Kilogramm

## Schwere Variante
- 1 Adowlie = 150 Seers = 300 Tiprees = 2031 Kilogramm
- 1 Candy = 125 Adowlie = 6 1⁄4 Parah
- 20 Adowlie = 1 Parah

## Volumeneinheit
In Bombay, Bengalen und Surate war für das Getreidemaß auch der Zweitname Pehli, Pallie, Pailie und Paily gebräuchlich.
- Reis: 1 Adowlie = 1,762 Liter
- Salz: 1 Adowlie = 2,5088 Liter